# Aubin, Aveyron
Aubin (okcitansko Aubinh) je naselje in občina v južnem francoskem departmaju Aveyron regije Jug-Pireneji. Leta 2006 je naselje imelo 4.258 prebivalcev.

## Geografija
Kraj leži v pokrajini Rouergue 34 km severovzhodno od Villefranche-de-Rouerguea.

## Uprava
Aubin je sedež istoimenskega kantona, v katerega so poleg njegove vključene še občine Cransac, Firmi in Viviez z 2.513 prebivalci.
Kanton Aubin je sestavni del okrožja Villefranche-de-Rouergue.